# Alex Oxlade-Chamberlain
Alexander Mark David Oxlade-Chamberlain (Portsmouth, 15 de agosto de 1993) é um futebolista britânico que atua como meio-campista. Atualmente, sem clube. Sua última atuação foi no Beşiktaş, clube da Super Lig. 

## Carreira

### Southampton
A ainda curta carreira do jovem Chamberlain começou já aos sete anos de idade, em 2000, quando ingressou nas categorias de base do Southampton. Em 2 de março de 2010, após quase 10 anos nas categorias de base do clube, fez sua estreia na equipe principal do Southampton, com apenas 16 anos em 199 dias de idade, o que fez dele o segundo mais jovem a disputar uma partida pelo clube, atrás de Theo Walcott, que viria a tornar-se seu companheiro de equipe no futuro. Nesta temporada, a de 2009–10, Chamberlain disputou apenas duas partidas na equipe de cima.
Na temporada seguinte, 2011–12, sua segunda como profissional, Oxlade-Chamberlain totalizou 10 gols e 8 assistências, e foi incluído na "Equipe do Ano da League One", em prêmio concedido pela PFA. Posteriormente ao prêmio, Chamberlain rapidamente tornou-se objeto de especulação sobre transferências para os grandes clubes da Inglaterra e, em junho, Mark Chamberlain, pai de Alex, afirmou que ele estava ansioso para que seu filho fosse para o Arsenal "o mais rapidamente possível" para "continuar o seu desenvolvimento como jogador".

### Arsenal
Em 8 de agosto de 2011, o Arsenal anunciou oficialmente a contratação de Chamberlain. Embora nem o clube e tampouco o jogador tivessem revelado detalhes dos arranjos contratuais, fontes de imprensa indicaram a negociação girou em torno de 12 milhões de libras, podendo subir para 15 milhões dependendo do desempenho de Alex no clube.
Ele fez sua estreia oficial pelo Arsenal exatamente 20 dias depois, em 28 de agosto, na fatídica derrota por 8-2 para o Manchester United, em jogo que entrou para a história negativa do Arsenal. Chamberlain entrou aos 62 minutos de jogo, substituindo Francis Coquelin, e tornou-se também o 150º jogador a atuar pelo Arsenal desde a criação da nova Premier League, em 1992. No mês seguinte, em 20 de setembro, Oxlade-Chamberlain marcou seu primeiro gol pelo Arsenal aos 58 minutos da partida válida pela Copa da Liga Inglesa, contra o Shrewsbury Town. O Arsenal venceu por 3-1. Apenas oito dias depois, em 28 de setembro, Chamberlain marcou também o seu primeiro gol a nível inteernacional, logo aos oito minutos de jogo da sua estreia pela Liga dos Campeões da UEFA, contra o Olympiacos. Ao fazer isso, ele quebrou mais uma marca, se tornando o mais jovem inglês a marcar no torneio continental, novamente assumindo o lugar do agora companheiro de equipe Theo Walcott.
Inicialmente, Chamberlain era reserva da equipe, entretanto, no período entre janeiro e o início de fevereiro o técnico Arsène Wenger foi obrigado a usá-lo como titular com a ida do marfinense Gervinho para a Copa Africana de Nações de 2012. A intenção era usar o jogador apenas no período em que Gervinho estivesse fora, porém, o desempenho de Chamberlain foi bastante elogiado, a ponto dos torcedores da equipe vaiarem a decisão de Wenger de substituí-lo por Andrei Arshavin na partida contra o Manchester United, em 22 de janeiro, válida pelo returno da Premier League. Em 4 de fevereiro, Oxlade-Chamberlain comemorou seus dois primeiros gols na Premier League na goleada por 7-1 sobre o Blackburn Rovers, no Emirates Stadium. Após esta partida, o treinador Arsène Wenger rasgou elogios ao jogador, devido ao seu rápido desenvolvimento mesmo em poucas oportunidades de atuar como titular:
| “ | Chamberlain deu grandes passos nos últimos meses, ele melhorou muito rapidamente. Ele é um lutador bem, com personalidade, e está muito mais maduro agora. Em um período muito curto de tempo ele se tornou um jogador importante e que pode fazer a diferença. | ” |

Fez um gol contra o Newcastle na goleada do Arsenal por 7 a 3 no Emirates Stadium. Fez seu gol aos 5 minutos do segundo tempo.

### Liverpool
Em 31 de agosto de 2017, Oxlade-Chamberlain assinou por cinco anos com o Liverpool. No dia 4 de abril de 2018, Chamberlain fez um gol na vitória por 3 a 0 sobre o Manchester City na Liga dos Campeões da UEFA de 2017–18. No dia 25 de abril, após um jogo contra a Roma, foi confirmado uma lesão que o deixou fora da final da Champions e da Copa do Mundo FIFA de 2018. No dia 18 de julho de 2018, o técnico Jürgen Klopp confirmou que ele ficará fora de toda a temporada 2018–19 por causa de uma lesão.

## Seleção Inglesa
Suas boas atuações pelo Arsenal durante a temporada de estreia no clube renderam-lhe sua primeira convocação para a Seleção Inglesa principal, após passar pelas categorias de base desde o Sub-18. De maneira surpreendente, o treinador Roy Hodgson relacionou Chamberlain entre os convocados do English Team para a disputa da UEFA Euro 2012. Ele fez sua estreia num amistoso de preparação para a torneio contra a Noruega, em 26 de maio, vencido por 1-0 pelos ingleses.
Logo na partida de estreia do torneio, Hodgson demonstrou novamente ter confiança no jovem jogador escalando-o entre os 11 titulares na crucial partida contra a França. O jogo terminou empatado em 1-1, e Chamberlain continuou a atuar nas partidas seguintes da primeira fase. A Inglaterra acabou eliminada nas quartas-de-final, após ser derrotada pela Itália numa disputa por pênaltis.
Foi convocado para defender a Inglaterra na Copa do Mundo FIFA de 2014. Alex iria ser convocado para a seleção inglesa para a copa de 2018, mas ele sofreu uma contusão, o que impediu-o de ser chamado pelo técnico da seleção. No lugar de Chamberlain, o meio campista  Ruben Loftus-Cheek, foi convocado. Provavelmente, Chamberlain só poderá voltar a treinar em seu atual clube e com sua seleção a partir de setembro de 2018, caso sua recuperação seja rápida.

### Seleção Inglesa
| Ano   |       |      |
| Ano   | Jogos | Gols |
| ----- | ----- | ---- |
| 2012  | 9     | 1    |
| 2013  | 4     | 2    |
| 2014  | 7     | 1    |
| 2015  | 4     | 1    |
| 2017  | 6     | 1    |
| 2018  | 2     | 0    |
| 2019  | 3     | 1    |
| Total | 35    | 7    |

## Títulos
Arsenal
- Copa da Inglaterra: 2013-14, 2014-15, 2016-17
- Supercopa da Inglaterra: 2014, 2015, 2017

Liverpool
- Copa do Mundo de Clubes da FIFA: 2019
- Liga dos Campeões da UEFA: 2018-19
- Supercopa da UEFA: 2019
- Campeonato Inglês: 2019-20
- Copa da Inglaterra: 2021-22
- Copa da Liga Inglesa: 2021-22

Beşiktaş
- Copa da Turquia: 2023-24